# Football Club Union Pro
(Giancarlo Zaramella in "Immagini che fanno storia: 60° di fondazione dell'A.S. Pro Mogliano", cit.)
Il Football Club Union Pro 1928 è una società calcistica italiana con sede a Mogliano Veneto, ma che rappresenta anche Preganziol (entrambe in provincia di Treviso).
I suoi colori sociali sono il bianco e il blu.
Nei suoi novant'anni di storia (come Mogliano e Pro Mogliano prima) ha partecipato a 12 campionati di livello nazionale: 4 stagioni di Serie C e 8 stagioni fra IV Serie e Serie D. Inoltre ha partecipato per 44 volte al massimo campionato regionale.

## Storia

### Le origini del calcio nel Comune di Mogliano Veneto
La prima squadra di calcio ad essere fondata nel comune fu l'Associazione Calcio Campocroce nata nel 1924 per iniziativa di alcuni giovani della frazione di Campocroce. La squadra, che indossava casacche bianconere, ebbe a disposizione per un certo periodo i campi concessi dalle famiglie Marcello e Motta ma, a causa dell'impossibilità di disporre stabilmente di un impianto sportivo, fini per sciogliersi il 24 marzo 1928 e gli utili di cassa andarono in beneficenza. L'esperienza servì per radicare l'interesse sportivo in paese con l'avanzare di iniziative più organizzate per dotare il Comune di un impianto sportivo degno di tale nome che potesse dare la possibilità ai giovani di praticare dello sport.
Grazie all'interessamento di molte personalità del luogo e pur tra le difficoltà tipiche di quel periodo, su un terreno messo a disposizione dal Comm. Trevisanato, il Comune riuscì in quella che per l'epoca era una grossa realizzazione ossia la costruzione di un vero campo sportivo con spogliatoi per una trentina di atleti, tribunetta coperta per circa 250 persone e una pista per corse di velocità. Quest'ultima, che era lunga 333 metri ed era dotata di 4 corsie, era realizzata in carbonella pressata con l'apporto tecnico della FIDAL di Treviso. Per quanto concerne il terreno di gioco, pur essendo le sue misure leggermente ridotte, esse erano regolari e permettevano il regolare svolgimento delle partite.
Il "Campo Sportivo del Littorio" (localizzato nello stesso luogo in cui per anni sorse il "Comunale di Via XXIV Maggio", ma con la tribuna costruita sul lato nord) riusciva a soddisfare gli standard minimi e la squadra di calcio denominata Gruppo Sportivo Mogliano fu fondata l'8 novembre 1928 e affiliata all'U.L.I.C., che gestiva il calcio giovanile per conto della F.I.G.C..
Il primo presidente fu l'avvocato Aldo Zironda, vicepresidente fu nominato Giuseppe Miatto, mentre il primo segretario fu Ugo Fabris, che insieme a Vittorio Simionato e Mario Bianchi era stato uno dei promotori della realizzazione del nuovo impianto sportivo (nonché nel 1924 dell'Associazione Calcio Campocroce).

### Serie C, Serie D e commissariamento
I primi dieci anni di attività della squadra proseguono con alterne vicende nei campionati U.L.I.C. di Prima e Seconda Categoria. Nella stagione 1938-39 la Società Sportiva G.I.L. Mogliano (da Gioventù Italiana del Littorio) fu promossa in Prima Divisione dilettanti e sulla base dell'intelaiatura di quella squadra la formazione di Mogliano nel campionato 1941-42 dopo essersi piazzata seconda nel Girone A conquistò il titolo di Campione Veneto di Prima Divisione nelle finali regionali ottenendo il diritto per l'accesso in Serie C.
La prima stagione in Serie C, anche a causa degli eventi bellici che avevano portato al fronte numerosi calciatori, non fu fortunata terminando con una retrocessione, ma alla ripresa dei campionati nel 1945 la FIGC-Lega Nazionale Alta Italia decise l'annullamento di ogni retrocessione avvenuta sul campo durante la guerra (ad eccezione dei casi di società in dissesto economico o sciolte) ripescando il Mogliano in Serie C. Rifondata con il nome di Pro Mogliano, la squadra biancoceleste partecipò al campionato di Serie C 45-46 classificandosi 5º.

Enrico Colombari, fu l'allenatore della Pro Mogliano nel suo miglior campionato di Serie C (1946-1947)

La squadra era sorretta economicamente dal presidente Ing. Cav. Pietro Motta, titolare di uno stabilimento bacologico e delle filande di seta di Campocroce (progettista di rilievo in particolare di acquedotti, sindaco di Mogliano e Vicepresidente della Provincia di Treviso). Nella successiva stagione 1946-47 di Serie C la squadra ottenne il suo miglior risultato di sempre piazzandosi seconda nel proprio girone. La guida tecnica era affidata a Enrico Colombari già calciatore di Torino e Napoli nonché convocato in nazionale per le Olimpiadi di Amsterdam 1928. È questo tra l'altro il periodo nel quale il bianco e il celeste hanno la definitiva consacrazione come colori sociali.
La stagione successiva si presentava complicata perché la riforma dei campionati del 1948, aveva imposto un ridimensionamento delle squadre partecipanti alla Serie C. Ad esclusione delle prime due classificate, le rimanenti squadre (dal 3º al 13º posto) sarebbero state retrocesse al neoistituito campionato di Promozione, mentre le ultime tre classificate sarebbero retrocesse addirittura in Prima Divisione, il massimo campionato regionale. Il team moglianese classificandosi 14º al termine della Serie C 47-48 ebbe in dote quest'ultimo destino.
La retrocessione determinò una grave crisi per la squadra che, con l'abbandono del proprio Presidente, si trovò in difficoltà economiche. Rifondato il settore giovanile e dopo un periodo di vicende alterne che la vide perdere il massimo campionato regionale al termine della stagione 51-52 di Prima Divisione regionale (per la nascita del campionato di Promozione regionale), il team biancoceleste riconquistò la massima serie regionale al termine del campionato 1953-54 di Prima Divisione Veneta nel quale giunse 2°, ma fu promosso grazie alla vittoria nello spareggio contro lo Jesolo A.C. giocato sul neutro di Fossalta di Piave (Pro-Jesolo 2-1).
La categoria venne mantenuta fino alla stagione 1957-58 nella quale la squadra moglianese dopo essersi classificata 2ª nel massimo campionato regionale (che aveva mutato nome in Campionato Dilettanti) ottenne a tavolino la promozione in Serie D (chiamata allora IV Serie) grazie alla vittoria nella Coppa Veneto ottenuta allo Stadio Tre Pini di Padova nella finale contro il Minerbe, dato che ben tre delle quattro capoliste dei gironi che costituivano il campionato veneto rinunciarono alle loro prerogative.
In vista del suo riaffacciarsi in ambito nazionale, il testimone della società passo nelle mani di Alberto Sembiante che guidò ininterrottamente la squadra nei suoi anni di permanenza in Serie D. La squadra mantenne la categoria per sette anni retrocedendo al termine del campionato 1963-64. Nel successiva stagione 1964-65 la Pro Mogliano ritentò un immediato rientro tra i semiprofessionisti e dopo aver vinto lo spareggio disputato all'Appiani di Padova con il Sottomarina si piazzò al primo posto del proprio girone dell'allora massima serie regionale Prima Categoria. Le successive finali regionali per l'ammissione in Serie D (disputate contro Malo e Coneglianese) si conclusero con un'amara sconfitta nella gara decisiva per la ri-conquista della Serie D giocata sul neutro di Portogruaro (stadio Mecchia). La mancata promozione portò con sé le dimissioni del presidente Sembiante (dovute anche a motivi di salute), mentre la squadra venne smembrata con la cessione di quasi tutti gli elementi a compagini di categoria superiore.
I due anni che seguirono furono economicamente molto difficili per la Pro Mogliano, che finì per essere commissariata nelle mani del Rag. Renzo Barzan. Fu come sempre il maestro Primo Fortunato coadiuvato da un gruppo di appassionati a tessere la tela per la riorganizzazione della società. La prima squadra venne "rifondata" come al solito grazie al vivaio e al richiamo che la casacca biancoceleste esercitò su qualche ex-giocatore. Nella stagione di Prima Categoria 1966-1967 la Pro Mogliano, che ebbe l'occasione di partecipare anche alla Coppa Italia, riuscì nell'intento di conquistare la salvezza e di valorizzare alcuni dei suoi giovani che furono ceduti a Vicenza e Inter.

### La Pro di Guido Robazza
La stagione 1967-68 che era iniziata ancora sotto la guida del Commissario, vide entro la fine del 1967 il passaggio della società nelle mani dell'industriale Guido Robazza (1923-2007) che resse le sorti del sodalizio biancoceleste (come presidente prima e come patron in seguito) per vent'anni, ossia fino al 1987.
Grazie a questo benemerito presidente la Pro Mogliano partecipò ininterrottamente al massimo campionato di calcio regionale per quindici anni (con la sola eccezione della stagione 74-75), passando attraverso difficoltà come la "cattività scorzetana" ossia i cinque anni giocati in esilio nell'impianto di Scorzè (Comunale di Viale Kennedy), i successivi due anni giocati come ospiti a pagamento dello Stadio del rugby di Via Colelli e infine i due anni giocati nello Stadio “dei prefabbricati” di Via Gagliardi.
Il campionato di Prima Categoria Veneta 1967-68 (la massima categoria regionale caratterizzata da 3 gironi di 16 squadre ciascuno) era stato intrapreso in un clima di forti ristrettezze economiche e fu avaro di soddisfazioni. Non essendoci "finestre" di mercato come ai giorni nostri, la squadra non poté essere rinforzata e si classificò ultima (staccatissima dal resto delle contendenti e con il minor numero di punti conquistati tra tutte e tre i gironi veneti). Nonostante le palesi difficoltà nei risultati ottenuti sul campo il team biancoceleste riuscì a conquistare la Coppa Disciplina. Nell'estate successiva grazie alla tradizione sportiva, al clima nel quale era maturata la retrocessione (commissariamento) e alla riacquistata solidità economica il team moglianese fu ripescato dalla federazione in Prima Categoria.
Il presidente Robazza riassestò subito il club sia dal punto di vista organizzativo che da quello tecnico agonistico e i risultati non tardarono a giungere. Il successivo campionato 68-69 vide la squadra piazzarsi a centro classifica, mentre la svolta avvenne già dalla stagione 69-70 (allargato a 4 gironi di 16 squadre) nella quale il team moglianese conquistò un buon 4º posto che le garantì l'accesso al neoistituito massimo campionato regionale di Promozione (avevano diritto di parteciparvi le squadre classificate dal 2º al 7º posto di ogni girone e le prime classificate non promosse dopo gli spareggi per la Serie D).
Nonostante queste difficoltà in almeno quattro annate fu sfiorato un rientro nella serie D; nel 70-71 (2º posto), nel 71-72 (3º posto), nel 72-73 (3º posto), e nel campionato 77-78 (2º posto) quando, dopo un testa a testa fino all'ultimo minuto, la vittoria finale andò invece allo Jesolo (A.C.).

Giuseppe (Bepi) Pillon fotografato con la maglia del Padova nella stagione 1980-81 (da notare sulla maglia la coccarda simbolo della vittoria nella Coppa Italia di Serie C nell'anno precedente). Cresciuto nelle giovanili biancocelesti proprio durante il periodo della presidenza Robazza, Pillon fu vicecampione d'Italia con la squadra Allievi moglianese nel 1971-72. Bepi ha poi concluso la carriera proprio nella Pro Mogliano

Nel frattempo continuava a tenere banco la questione dello stadio di calcio cittadino. Nel 1977, mentre la squadra era ancora impegnata nel periodo della cattività di Scorzè, il Pro Mogliano Club mise in atto una iniziativa per sensibilizzare la cittadinanza riguardo alla necessità di dotare la città di uno stadio adeguato attraverso una petizione da presentare agli amministratori comunali che riuscì a raccogliere 5000 firme.
Viste le difficoltà di allestire una squadra importante a Mogliano, dove mancava uno stadio adeguato, nel 1979 il presidente Robazza acquisì la proprietà della Mestrina di cui diventò presidente (e che guidò con ottimi risultati dal campionato 1979-80 a quello 1986-87, affidando la presidenza della Pro Mogliano alle mani prima dell'Ing. Giovanni Berengo e poi di Gino Bazzacco, pur conservando la totale proprietà della società moglianese).
Fu probabilmente proprio il comprensibile e parziale disimpegno di Robazza a mettere le ali a piedi all'amministrazione comunale che prima si prodigò per far rientrare la squadra dall'esilio di Scorzè, e successivamente decise di assegnare urgentemente all'A.S. Pro Mogliano un'area da adibire a impianto sportivo. Grazie all'impegno e al lavoro di alcuni appassionati fu possibile finalmente tornare a giocare a Mogliano in uno stadio dedicato solo al calcio; l'impianto era provvisorio ma ben organizzato con spogliatoi e tribuna entrambi prefabbricati.
Nel campionato di Promozione 81-82, che vide la Pro Mogliano tornare a disputare un campionato nella propria città e su un campo proprio, il destino della squadra era ormai segnato e senza uno stadio adeguato c'erano poche speranze. Le finanze del Robazza furono concentrate sulla Mestrina (che ottenne in quegli anni alcuni dei migliori risultati della sua storia) e quindi le esigenze di bilancio determinano uno smembramento della squadra moglianese già dalla stagione 82-83, l'ultima della Pro del patron Robazza ai vertici del calcio dilettantistico regionale.
Con la retrocessione dal campionato di Promozione e la contemporanea promozione nella massima serie della squadra cittadina di rugby, per volere dell'Amministrazione Comunale, lo Stadio dei Prefabbricati di Via Gagliardi (già campo rugbistico succursale) ritornò nelle disponibilità del Rugby Mogliano mentre la squadra di calcio dovette ritornare a giocare nel glorioso, ma piccolo e superato, Stadio Comunale di Via XXIV Maggio che, in quanto inadeguato, era stato abbandonato già nel 1974. Fu la mazzata finale che costringerà la Pro a molti anni di Prima Categoria senza nessuna concreta possibilità di risalita fino a che non fosse stato costruito un nuovo impianto (anche se il salto di categoria venne sfiorato nella stagione 85-86).

### Il nuovo stadio e il tentativo di riconquista della Serie D
La stagione 86-87 segna numerosi eventi storici per la Pro Mogliano e la città: viene inaugurato il nuovo stadio comunale donato dalle Assicurazioni Generali nell'ambito di un progetto che ha visto la costruzione di numerose altre opere edili della stessa società all'interno del Comune.
Grazie all'azienda triestina, la città riesce a dotarsi finalmente di un nuovo stadio che per l'epoca è un vero fiore all'occhiello. L'impianto comprende 4 gruppi separati di spogliatoi, una palestra, una pista a otto corsie per l'atletica leggera e soprattutto una tribuna con 2500 posti numerati che fa diventare il Comunale il secondo per capienza in provincia (dopo lo stadio Omobono Tenni di Treviso) e fa ritornare Mogliano una piazza appetibile.
Nonostante in questa annata calcistica possa bastare solo un quarto posto per puntare al salto di categoria (a causa dell'allargamento dei gironi di Promozione Veneta da 2 a 3) la squadra fallisce l'obiettivo.
Tuttavia grazie alla disponibilità del nuovo stadio, grandi novità sono in arrivo anche sul fronte societario, in quanto, dopo molti anni Guido Robazza, che per oltre vent'anni ha retto con grande disponibilità il destino della Pro, dopo aver ceduto a Maurizio Zamparini il Mestre nel 1987, cede anche la Pro Mogliano al nuovo patron Giuseppe Davanzo, già fautore del miracolo Roncade. Davanzo affida al figlio Renzo la presidenza della società e la nuova proprietà allestisce una compagine all'altezza delle rinnovate ambizioni.
I risultati non tardano a venire: dopo un campionato 87-88 avvincente la Pro Mogliano si piazza al 2º posto ad un solo punto dalla prima e riesce ad imporsi anche nella Coppa Veneto. L'entusiasmo in città è elevato ed è in quell'anno che il Comunale viene per la prima volta riempito quasi per intero: l'incontro di cartello del campionato di Prima Categoria Veneta tra la Pro e il Cavallino vede presenti sugli spalti quasi 2500 spettatori, che per una partita in tale categoria è forse un record assoluto. Grazie a questi lusinghieri risultati la società viene ripescata in Promozione Veneta ottenendo l'agognato ritorno nell'allora massima serie regionale.
La stagione 88-89 vede la conferma dei buoni risultati fin qui ottenuti dalla dirigenza e la Pro, anche se è una matricola, veleggia sempre nelle posizioni di vertice. Nella successiva stagione 89-90 la Pro Mogliano riesce a piazzarsi tra le prime cinque squadre del torneo di Promozione, posizione che le fa acquisire il diritto di accesso al neoistituito campionato di Eccellenza Veneta.
I primi due anni nel nuovo torneo di Eccellenza (90-91 e 91-92) sono quelli in cui viene tentato il salto di categoria, ma l'impresa non riesce e la Pro finisce le annate rispettivamente al 3º e 6º posto.
La società passa di mano a causa di problemi finanziari che investono la dirigenza, ma la categoria viene mantenuta senza eccessivi patemi d'animo fino all'infausta stagione 96-97 nella quale nel settantesimo anno dalla fondazione della Pro arrivano una dolorosa retrocessione unita all'onta dell'illecito sportivo per un presunto tentativo di corruzione del portiere dell'Edo Mestre (ex dei biancocelesti).

### Nel ventunesimo secolo
Gli anni successivi portano ad un'ulteriore retrocessione dal campionato di Promozione a quello di Prima Categoria e nemmeno un nuovo cambio della proprietà riesce nell'intento di invertire la tendenza.
Nella stagione 2005-06 la Società viene rilevata da un giovane ed appassionato ingegnere moglianese, Marco Gaiba, che ne assume anche la carica di Presidente. Al club biancoceleste arriva una forte iniezione di entusiasmo quando la nuova dirigenza detterà in maniera chiara e precisa i punti fondamentali della propria politica gestionale che si riassumono nel perseguire un programma di completamento per le strutture, (campi, sede, pulmini), nel riportare la Prima Squadra in un campionato di competenza più prestigioso, nel qualificare e sviluppare tutto il Settore Giovanile.
Nel primo anno della propria gestione la nuova dirigenza paga lo scotto di una possibile inesperienza e dopo un avvio che vede la Pro Mogliano in vetta per numerose giornate arriva una sorprendente e dolorosissima retrocessione in Seconda Categoria.
Nel 2006 è stato raggiunto l'obiettivo di completare le strutture e grazie anche al sostegno economico del Comune, la Società ha inaugurato i nuovi campi da calcio succursali dello Stadio di via Ferretto, tutti dotati di impianti di illuminazione e irrigazione.
Gli sforzi della dirigenza vengono premiati nella stagione 2007-2008 che vede la Pro Mogliano dominare il campionato e risalire in Prima Categoria. Nella stagione successiva 2008-2009 il sodalizio biancoceleste viene adeguatamente rinforzato sia dal punto di vista societario con l'ingresso del nuovo socio Marco Dal Bianco (che assume la carica di Vicepresidente), sia dal punto di vista tecnico con i giocatori che quest'ultimo porta con sé dal Favaro 1948 (di cui Dal Bianco era Vicepresidente). Dopo aver disputato un campionato di vertice (2º in classifica per XVI giornate) a causa di una flessione nelle ultime gare della stagione la squadra biancoceleste finisce per piazzarsi al 4º posto (dietro a Muranese, Musile e Marghera), posizione che consente comunque alla formazione moglianese l'accesso ai play off. Negli stessi la compagine biancoceleste si impone fuoricasa sia nella semifinale di girone (1-2 contro il Marghera), sia nella finale del girone "G" contro il Musile (0-1). Al 3º turno dei play-off la squadra viene sconfitta dal F.C. Nervesa per 3-0 (a Nervesa della Battaglia). Nemmeno i ripescaggi, stilati in base alla graduatoria dei play-off, poterono garantire la risalita nel campionato di Promozione.
Nell'estate seguente 2009 la società assiste all'abbandono del Vicepresidente Marco Dal Bianco che acquista il Calvi Noale. La stagione 2009-2010 si rivelerà avara di emozioni e la squadra (inserita nel girone F) sarà sempre in bilico per tenersi fuori dalla zona playout piazzandosi infine al 10º posto.
Nella stagione 2010-2011 il team biancoceleste, guidato in panchina dal mister Michele Favaretto e in campo dal capitano Marco Silvestri vince (dopo essere stato in testa da solo praticamente dalla prima giornata) il proprio girone di Prima Categoria Veneta ottenendo il tanto agognato ritorno nel campionato di Promozione.

### La fusione con l'Union Preganziol e la nascita dell'FC Union Pro
Il giorno 11 giugno 2012, la società moglianese ha presentato alla FIGC regionale, domanda per la fusione con l'A.C. Union Preganziol S.D. del confinante Comune di Preganziol. Un mese dopo il Comitato Regionale Veneto, con il comunicato nr. 5 del giorno 11 luglio 2012, ha sancito la nascita del F.C. Union Pro Mogliano-Preganziol A.S.D., con sede a Mogliano Veneto (TV) e nuova matricola federale nr. 935568.
La nuova società brucia le tappe, vince due campionati consecutivamente e poi si posiziona ad un passo dai playoff in Serie D, ma l'uscita del socio Michielan Maurizio dalla società impone al presidente Gaiba di ridimensionare i programmi fino a cedere il titolo sportivo.
Nel giugno 2015 quindi si susseguono una serie di complesse vicende societarie che sfruttano le disposizioni ammesse dalle NOIF (norme organizzative interne federali) della FIGC, variazioni riassunte nel comunicato nr.14 della FIGC Veneto emesso il 31 luglio 2014. La società Mestrina 1929 Football Club, militante nel girone B dell'Eccellenza Veneto trasferisce la propria sede a Mogliano Veneto e muta il proprio nome in FC Union Pro (mantenendo la matricola federale della Mestrina 1929), la società FC Union Pro si trasferisce a Mestre cambiando il proprio nome in A.C. Mestre (nel contempo l'A.C. Mestre muta la propria sede sociale trasferendosi a Spinea e cambiando il proprio nome in FC Spinea 1966 matricola federale inalterata).

## Colori e simboli
Le vicende relative ai colori e alle divise della Pro Mogliano sono molto particolari. Infatti i colori sociali della squadra moglianese di calcio sono il bianco e il celeste, ma pur essendosi affermati come tali già dalla fine degli anni trenta, vi furono sempre molte deroghe e concessioni sia perché non sempre vi erano le possibilità economiche per l'acquisto di maglie esattamente confacenti alle proprie esigenze cromatiche (per esempio nei primi anni i pantaloncini erano spesso neri anziché bianchi), sia perché come accadde per esempio anche alla maglia della nazionale maggiore (che ha assunto nel tempo vari toni di azzurro più chiaro o più scuro), il tono dei colori prescelti variava nel tempo passando però nel caso specifico dal celeste all'azzurro.
A tutto questo contribuì anche il fatto che la città si dotò di un proprio stemma e di un gonfalone solo nel 1988, mentre la società di calcio non ebbe mai un proprio stemma chiaramente distintivo fino agli anni novanta.
Quindi se il colore dei primi anni fu senza dubbio un celeste, con il tempo le divise assunsero un colore più tendente all'azzurro che addirittura divenne talmente scuro all'inizio degli anni ottanta da poter essere scambiato per un blu; le divise utilizzate dopo la retrocessione dalla Promozione, probabilmente perché acquistate in stock, divennero addirittura simili a quelle del Cesena di quegli anni (maglia bianca con righine nere, pantaloncini neri).
Con il passaggio della squadra nelle mani dei Davanzo, nella stagione 1987-88 ci fu un generale riordino societario e si ritornò alle tradizionali maglie bianche e celesti, ma al termine di quella stagione, con la definizione ufficiale di stemma e gonfalone della città di Mogliano Veneto (che identificavano come colori cittadini il bianco e l'azzurro), si assistette ad una nuova modifica delle maglie che per almeno quindici anni furono bianche e azzurre.
Con l'avvento della nuova dirigenza le maglie sono tornate ad essere bianco e celesti, ma in un'inedita versione a strisce (modello Argentina), tuttavia lo pseudo-stemma della Pro Mogliano (un nastro bicolore che sventola) ha ancora come colori il bianco e azzurro degli anni novanta. Sotto la presidenza Gaiba la società decide di dotarsi anche di uno stemma proprio. Il primo adottato (2007) fu di fatto una evoluzione di quello storico (il nastro bicolore) che venne avvolto in una circonferenza (sempre bianco-celeste) dove furono inserite anche le scritte. Dal 2009 esordisce il nuovo logo societario, di forma ellittica e colori biancocelesti (a strisce) con sovrapposti lo stemma comunale e lo storico nastro bicolore.

## Allenatori e presidenti
| Allenatori - 1928-? ... - 2015-2017 Francesco Cominotto - 2017-2018 Stefano Vio - 2018-oggi Alberto Gionco | Presidenti - 1928-1930 Aldo Zironda - 1930-? Angelo Dall'Antona - ?-? Vittorino Milanese - ?-? Gino Bugno - 1943-1948 Pietro Motta - 1948-1950 Angelo Dell'Antona - 1950-1952 Giuseppe Spilimbergo - 1952-1954 Antonio Ceolin - 1954-1956 Fortunato Primo - 1956-1958 Antonio Ceolin - 1958-1966 Alberto Sembiante - 1966-1967 Lorenzo Barzan (Commissario) - 1967-1979 Guido Robazza - 1979 Berengo Giovanni (patron Guido Robazza) - 1979-1987 Gino Bazzacco (patron Guido Robazza) - 1987-1989 Lorenzo Davanzo (patron Giuseppe Davanzo) - 1989-? ... - ?-? Ottavio Sartore - ?-? Nazzareno Crescente - ?-? Mauro Longo - 2005-2018 Marco Gaiba - 2018-oggi Enrico Lorenzoni |

## Palmarès

### Competizioni regionali
- Eccellenza: 1

2013-2014 (girone B)
- Promozione: 1

2012-2013 (girone D)
- Prima Categoria: 3

1965-1966 (girone C), 1974-1975 (girone C), 2010-2011 (girone G)
- Seconda Categoria: 1

2007-2008 (girone N)

### Altri piazzamenti
- Serie C:

Secondo posto: 1946-1947 (girone H)
- Campionato Nazionale Dilettanti:

1957-1958 (girone D)
- Eccellenza:

Terzo posto: 1991-1992 (girone B)
- Promozione:

Secondo posto: 1977-1978 (girone B)
Terzo posto: 1972-1973 (girone B), 1998-1999 (girone C)

## Statistiche e record

### Partecipazione ai campionati
| Livello | Categoria                 | Partecipazioni | Debutto   | Ultima stagione | Totale |
| ------- | ------------------------- | -------------- | --------- | --------------- | ------ |
| 3º      | Serie C                   | 4              | 1942-1943 | 1947-1948       | 4      |
| 4º      | Campionato Interregionale | 1              | 1958-1959 | 1958-1959       | 8      |
| 4º      | Serie D                   | 7              | 1959-1960 | 2014-2015       | 8      |